# Confederação Peru-Boliviana
A Confederação Peru-Boliviana foi um Estado confederado de breve existência que reuniu dois países, Bolívia e Peru, numa só nação entre 1836 e 1839, sendo que o Peru se dividiu entre dois estados, o Estado norte-peruano e o Estado sul-peruano. Seu único presidente (sob o título de "Protetor supremo") foi Andrés de Santa Cruz, que era até então o presidente da Bolívia. A Confederação foi dissolvida após a Batalha de Yungay, na qual foi derrotada por um coligação entre Argentina e Chile e os próprios peruanos revoltosos. Sua capital era Tacna.

## História
Em 1836, o Presidente e Marechal boliviano Andrés de Santa Cruz aproveitando as instabilidades políticas enfrentadas pelo Peru, juntou-se com o Presidente peruano Luis José de Orbegoso assinando um tratado estabelecendo a união entre Bolívia e Peru criando a Confederação Peru-Boliviana, entretanto o novo país enfrentou oposição de muitos membros peruanos e bolivianos, que ocasionou na divisão entre Peru do Norte que pretendia restaurar a independência peruana acabando com a confederação. Santa Cruz assume o governo do novo país se tornando Supremo Protetor e impondo o Código Civil, o Código Penal, reorganizou os impostos e a arrecadação, cortou gastos e conseguiu apoio das potências (Grã-Bretanha, França e Brasil).

## Guerra
O Peru havia aumentado de 12 centavos para 3 pesos as tarifas sobre o trigo chileno, em resposta, o Chile aumentou as tarifas do açúcar peruano, os diplomatas conseguem resolver o conflito impedindo por enquanto a guerra.

O ex-presidente chileno exilado em Lima, General Ramón Freire y Serrano, adquiriu alguns navios após a aprovação do Congresso Confederado e atacou navios chilenos, entretanto os chilenos conseguem derrotar Freire. O Ministro chileno e estadista Diego Portales consegue, após influenciar o Presidente José Joaquín Prieto, atacar a frota confederada atracada no porto de Callao na noite de 21 de agosto de 1836. Após o bem-sucedido contra-ataque chileno. Santa Cruz tenta negociar, mas é em vão. Portales deseja imensamente a guerra, pois acreditava que a confederação era um risco ao Chile, tanto militar quanto econômico.

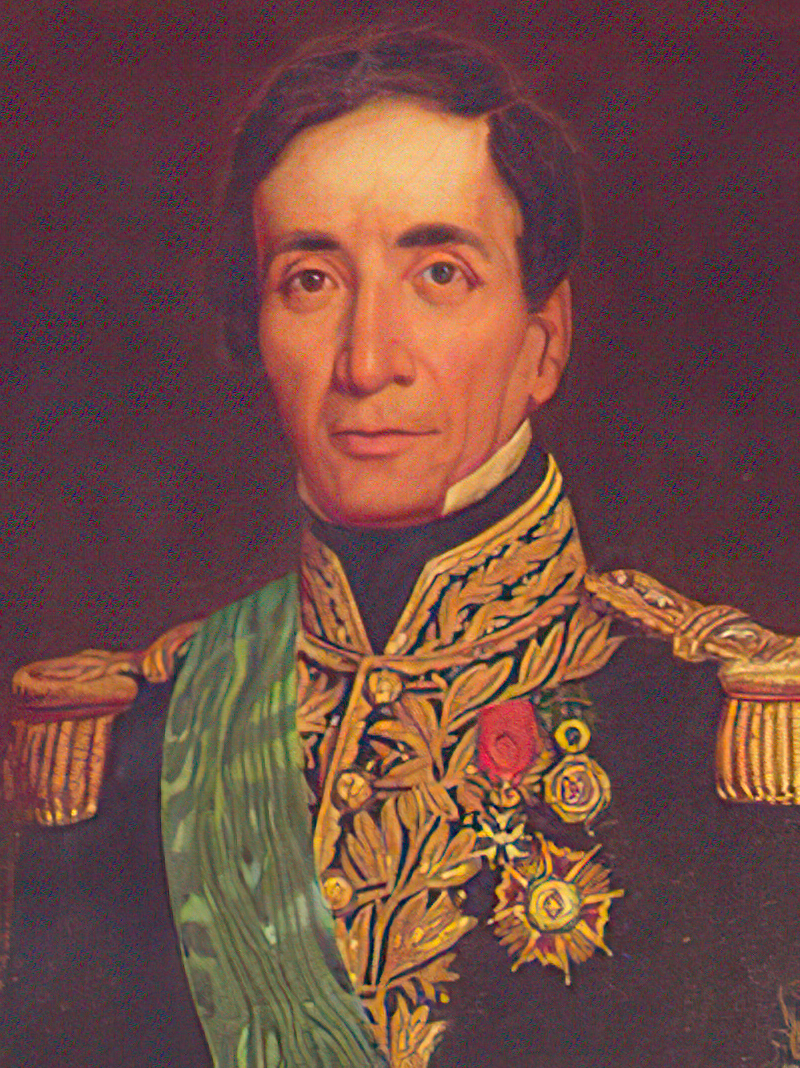
Marechal Santa Cruz

Pouco tempo após a declaração chilena de guerra, o ditador argentino Juan Manuel Rosas cansado da interferência da confederação em assuntos nacionais também declara guerra à confederação. Os chilenos estavam descontentes com a guerra, até que um golpe de estado apoiado por Santa Cruz é dado, Portales é sequestrado e fuzilado, Prieto consegue deter o golpe e fuzilar os conspiradores. Com a morte de Portales a opinião pública muda e apoia a guerra e Portales é elevado a mártir. Depois de uns ataques navais confederados, a Marinha do Chile contra-ataca, o Almirante Manuel Blanco Encalada tenta tomar cidades confederadas, mas fracassa permitindo um avanço confederado. Encalada foi obrigado a assinar o Tratado de Paucarpata devolvendo todos os navios capturados pelo Chile, a restauração das relações comerciais, a retirada das tropas chilenas do território confederado e o pagamento de uma indenização. Encalada foi imensamente criticado.
 
Em 21 de agosto de 1838, os chilenos derrotam os confederados na Batalha de Guías Portada e ocupam Lima, mas meses depois abandonam com a chegada de um grande exército boliviano comandado por Santa Cruz. Em 12 de janeiro de 1839, o Chile envia uma nova força naval que ataca a frota confederada, depois de horas de batalha, os confederados fogem e com a vitória na Batalha Naval de Casma, os chilenos obtém supremacia naval do Sudeste do Pacífico.
Em 20 de janeiro de 1839, Santa Cruz ocupa a cidade de Yungay, com objetivo de impedir o avanço do Exército Chileno. Depois de várias horas de combate já ao anoitecer, os confederados são derrotados. Santa Cruz foge para o Equador e os chilenos avançam. Em 25 de agosto de 1839, o novo presidente peruano Agustín Gamarra decreta o fim da confederação acabando com a guerra contra o Chile e a Argentina. Gamarra invade a Bolívia tentando conquistá-la, mas é derrotado em 1841, na Batalha de Ingavi, onde morre. Em 1842, Peru e Bolívia assinam o acordo de paz.